# Kai-Steffen Meier
Kai-Steffen Meier (* 19. August 1983 in Neu-Anspach) ist ein deutscher Vielseitigkeitsreiter.

## Leben
Als Sohn pferdebegeisterter Eltern kam Kai-Steffen Meier in Hessen zur Welt. In der Kindheit gehörte seine Liebe dem Kickboxen und der Leichtathletik. Als seine Eltern ihn elfjährig vor die Wahl stellten, entweder zu reiten oder Klavier zu spielen, entschied er sich fürs Reiten. 2004 ging er als reitender Soldat zur Sportschule der Bundeswehr nach Warendorf, dort startete er erstmals in Drei-Sterne-Prüfungen. Im Anschluss daran machte er eine Ausbildung zum Pferdewirt beim DOKR.
Von 2007 bis 2009 trainierte er im Stall von Andreas Dibowski in Egestorf, nebenbei studierte er per Fernstudium BWL. Im Jahr 2007 wurde er in den deutschen B-Kader berufen. Im selben Jahr stürzte er zu Beginn der Saison bei einem schweren Unfall im Gelände. Er überschlug sich mit seinem Pferd und brach sich einen Halswirbel an. Wenige Wochen später ritt er bereits wieder Turniere. Im Sommer 2008 nahm er in Luhmühlen erstmals an einem CCI 4* teil.
Im Jahr 2009  bekam er die Möglichkeit, bei den Badminton Horse Trials zu starten und wurde bei den deutschen Meisterschaften in Schenefeld Dritter. Hieraufhin wurde er als Einzelreiter für die Europameisterschaft der Vielseitigkeitsreiter in Fontainebleau nominiert. Dort stürzte er mit Karascada M und schied folglich aus.

## Pferde
- TSF Karascada M (Stute, Rappe, Vater: Heraldik xx, Züchter: Hannelore Meier, Besitzer: Hans-Dieter & Hannelore Meier)
- Pretty Darling CD (* 2000, Stute, Rheinländer, Vater: Phytagoras, Züchterin: Cornelia Daubner-Daas)
- Karat B
- Karambeu (Rappe)

## Erfolge

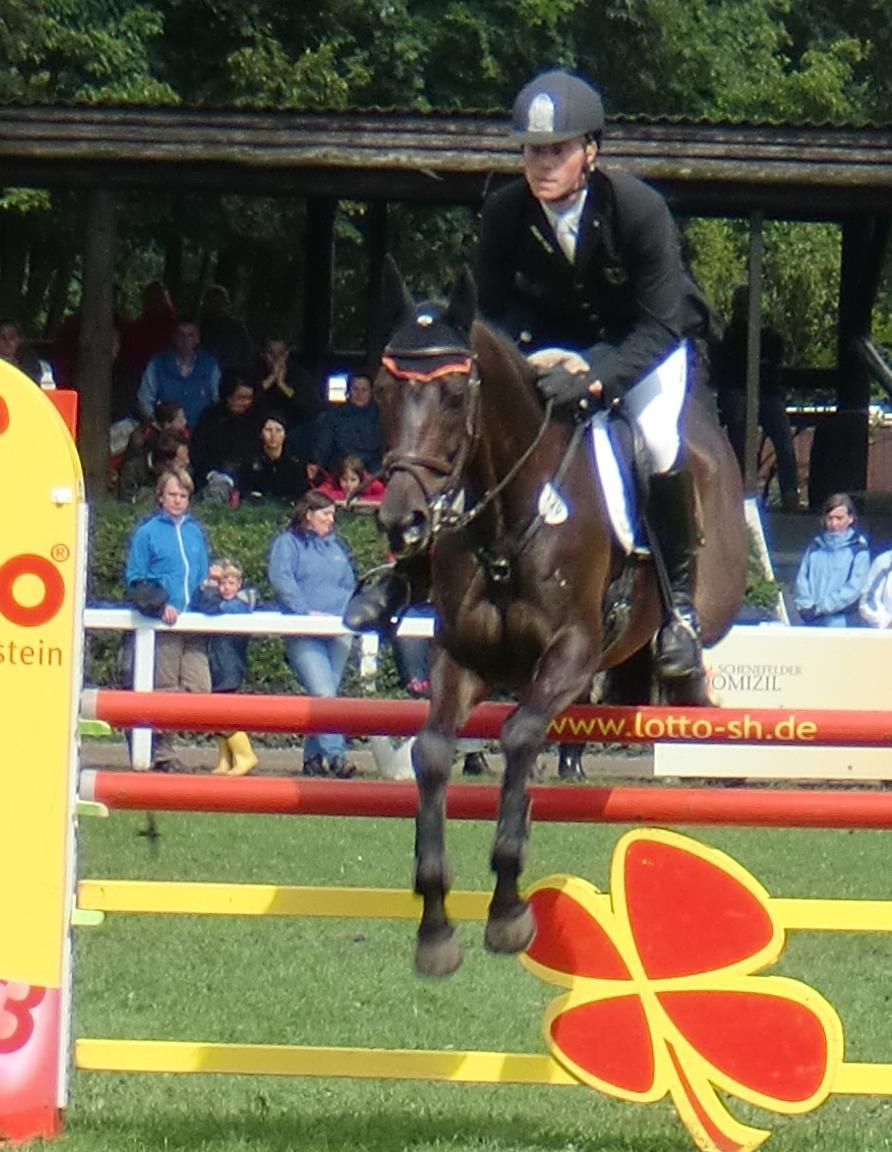
Kai-Steffen Meier und Lacorna

### 2010
- Rang 9 in der Weltcupgesamtwertung[3]
- CIC***-W Marbach, Platz 2 mit Karascada M
- CIC***-W Malmö, Platz 7 mit Karascada M
- CIC***-W Strzegom, Platz 11 mit Karascada M

### 2009
- CCI**** Badminton, Platz 21 mit Karascada M
- CIC*** Schenefeld (inkl. deutsche Meisterschaft), Platz 3 mit Karascada M
- CICO*** Aachen, Platz 14 mit Karascada M

### 2008
- CICO*** Pardubice, Platz 1 in der Einzelwertung mit Karascada M sowie Platz 1 in der Mannschaftswertung mit Karascada M
- CCI**** Luhmühlen, Platz 8 mit Karascada M

### 2007
- CCI*** Kreuth, Platz 6 mit Karascada M

### 2006
- CIC** Breda, Platz 3 mit Karambeu M